# Widlica (stacja kolejowa)
Widlica (ros. Видлица, krl. Videl) – stacja kolejowa w miejscowości Ustje Widlicy, w rejonie ołonieckim, w Karelii, w Rosji. Położona jest na linii Janisjarwi – Łodiejnoje Pole.

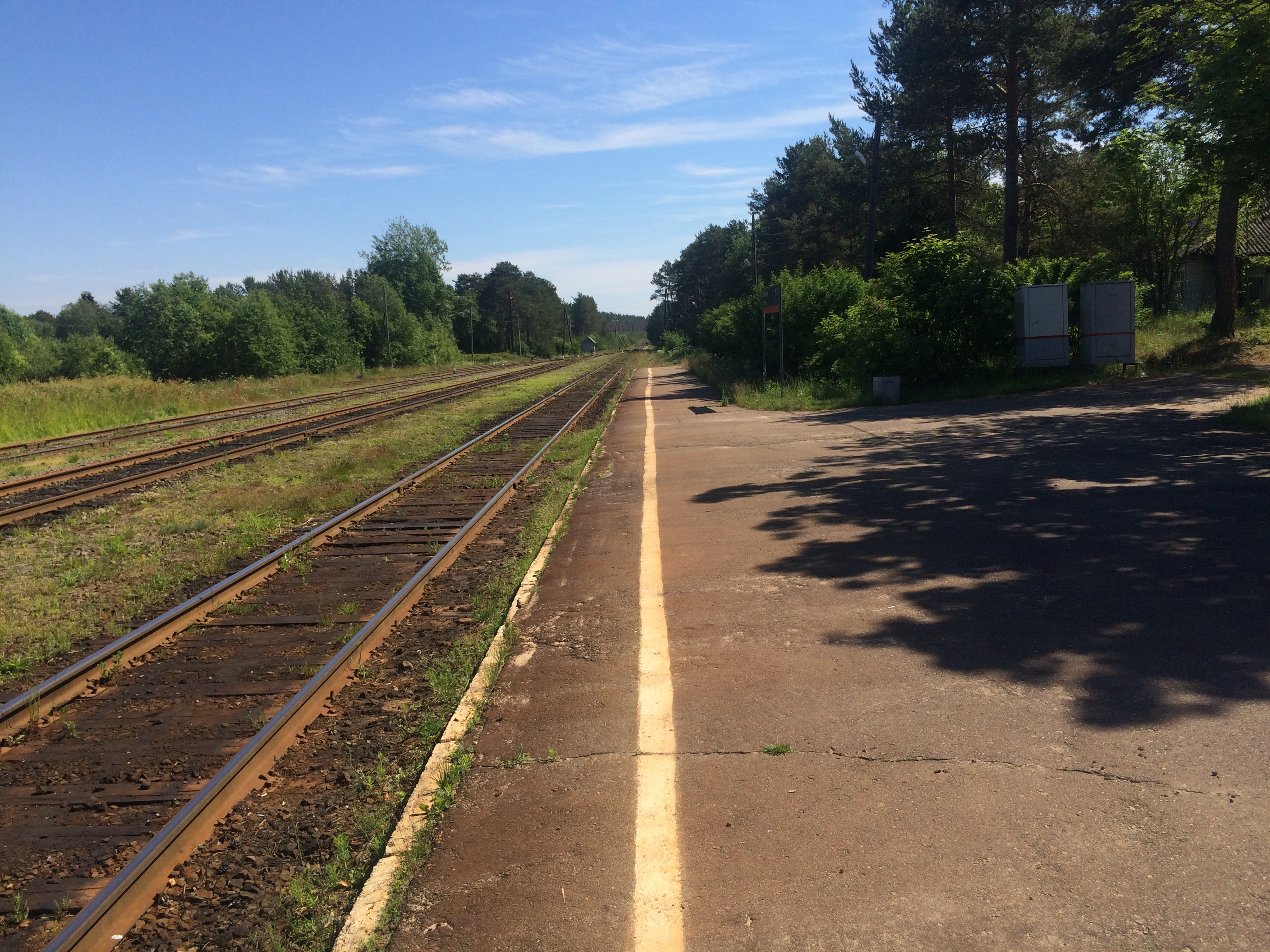
widok w stronę Łodiejnojego Pola
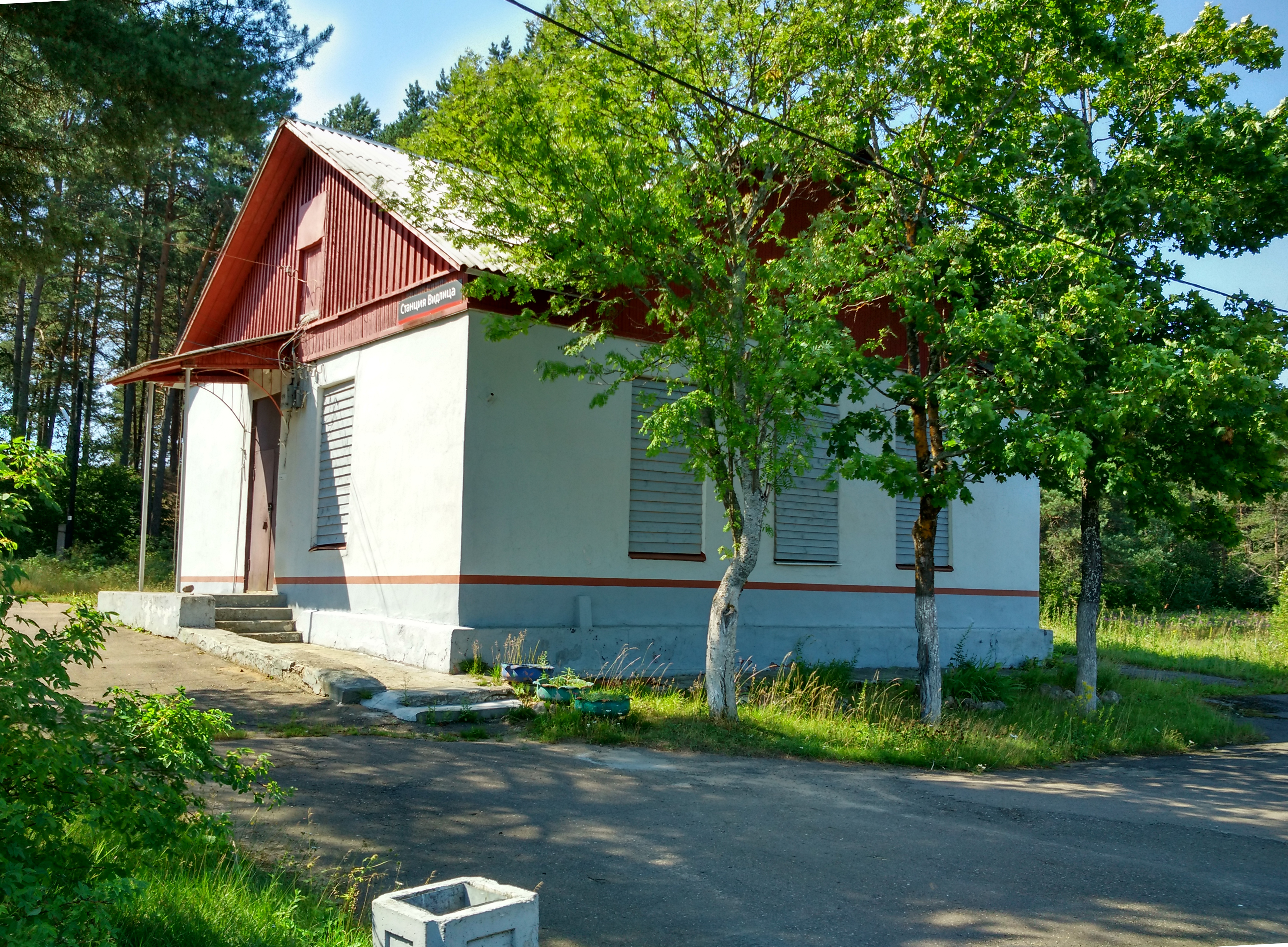